# La Ligue des justiciers : Le Trône de l'Atlantide
Série DCAMU
Le Fils de Batman
(2014) Batman vs. Robin
(2015)
Pour plus de détails, voir Fiche technique et Distribution.
La Ligue des justiciers : Le Trône de l'Atlantide (Justice League: Throne of Atlantis) est un film d'animation américain réalisé par Ethan Spaulding (en), sorti directement en vidéo en 2015, 22e film de la collection DC Universe Animated Original Movies.
Le film est une adaptation de l'arc narratif Throne of Atlantis (en) écrit par Geoff Johns, dessiné par Ivan Reis et Paul Pelletier, et publié par DC Comics. Il est la suite de La Ligue des justiciers : Guerre dans la série DC Animated Movie Universe (DCAMU) basée sur la continuité The New 52.
Le film débute alors qu'après le décès du roi des Atlantes, une véritable guerre de succession débute, menaçant par la même occasion les habitants de la surface, considérés comme responsables de la mort du roi. Les espoirs de paix reposent sur un certain Arthur Curry, susceptible de réunifier les deux mondes et que la Ligue des justiciers devra protéger contre ceux qui ont juré sa mort.

## Synopsis
Dans l'océan Atlantique, le sous-marin USS California capte les menaces humaines qui s'approchent du sous-marin par le sonar. Le sous-marin est attaqué et tout l'équipage est tué par les ennemis. Au S.T.A.R. Labs Le quartier général de la Ligue de Justice, Cyborg, qui a récemment reçu des améliorations environnementales dans une opération qui a remplacé son poumon restant, reçoit des nouvelles du colonel Steve Trevor, le lien pour la Ligue de Justice depuis l'invasion de Darkseid.
Au restaurant Mercy Reef dans le Maine, Arthur Curry, ivre après la mort récente de son père, se bat contre un groupe de voyous quand ils voulaient manger le homard avec lequel Arthur parlait. Il les défait et quand le dernier homme essaie de le poignarder, son couteau se brise en morceaux contre la poitrine d'Arthur. Après l'avoir jeté dans l'océan, Arthur part, ignorant que Mera et le Dr Steven Shin le regardent. Cyborg utilise un tube de boom pour se téléporter dans le sous-marin et découvre des empreintes de mains sur la coque et que plusieurs missiles nucléaires sont manquants. Il est ensuite attaqué par les mêmes ennemis et subit des dommages à cause de son évasion, bien qu'il prenne une arme semblable à un couteau de l'un de ses attaquants.
De retour au QG, Cyborg reçoit de l'aide de Flash et de Shazam pour rejoindre Superman, Wonder Woman et Green Lantern. Ce dernier décide de se rendre à Gotham City pour retrouver Batman, qui poursuit les hommes de main de l'Épouvantail. Green Lantern les capture pour Batman, mais énerve celui-ci qui lui explique qu'il en avait besoin pour le conduire à Scarecrow. Batman se joint à l'équipe et ils vérifient le sous-marin repêché. Ils réalisent que l'ennemi est un guerrier d'origine terrestre. Diana révèle que ces guerriers viennent d'Atlantide, des êtres transformés en créatures sous-marines par le trident mystique de leur roi, après avoir vu l'arme que Cyborg avait attrapée. Utilisant la suggestion de Shazam, Superman et Batman décident de rencontrer le Dr Shin, spécialiste de l'Atlantide, tandis que les autres sont chargés de se rendre à Atlantis.
A Atlantis, le Prince Orm et Black Manta rencontrent la mère d'Orm, la Reine Atlanna. Ils argumentent pour déclarer la guerre au monde de la surface, notant les dégâts pendant l'attaque de Darkseid, Atlanna disant que le volcan qui a tué le père d'Orm était dû aux forces de Darkseid alors qu'Orm dit que c'était le combat de la Ligue de Justice avec Darkseid. Orm dit aussi que les humains qui polluent la Terre finiront par la détruire et Atlantis, qu'il croit être la raison de les attaquer en premier. Atlanna fait taire Orm et demande à Mera d'emmener Arthur, son autre fils, à Atlantis. Black Manta utilise un engin holographique ressemblant à un sous-marin pour attaquer l'Atlantide en utilisant les missiles volés, encadrant la surface pour leur attaque "non provoquée".
Le Dr Shin essaie de dire à Arthur que son père lui a demandé avant sa mort d'aider celui-ci. Quelques instants plus tard, le Dr Shin est tué par des soldats Atlantes envoyés par Black Manta. Arthur est submergé par l'attaque, assommé et jaillit de sa maison qui s'effondre mais est sauvé par Mera, qui expédie les soldats en utilisant son contrôle sur l'eau et le ramène avec elle. Batman et Superman entrent chez le Dr Shin en découvrant que son travail est détruit. Superman trouve une photographie de Curry et une lettre de son père révélant que son fils est à moitié atlante. Batman décide qu'ils doivent le trouver.
L'attaque de l'Atlantide conduit les citoyens et Orm à exiger la guerre et à briser le sceau des plans de paix créés par l'ancien roi en cas de conflit avec la surface. La Reine Atlanna déclare qu'ils pourraient avoir besoin de se révéler après des siècles de clandestinité et de contacter la Ligue de Justice. Arthur se réveille avec des branchies sur son cou dans les ruines Atlantes sous-marines avec Mera, qui explique qu'il était à Atlantis et qu'Atanna est sa mère. En tant que reine, elle ne pouvait pas être avec lui et son mari, ainsi elle partit pour être avec son roi et Orm, bien qu'elle ait toujours beaucoup aimé Arthur et l'ait considéré quand il était un enfant. Arthur avait une fois rencontré Atlanna quand il nageait au bord de la mer. Maintenant, Atlanna croit qu'Arthur peut aider Atlantis à combler le fossé entre les deux mondes. Mera l'habille alors de l'habit royal, caché par Atlanna à l'intérieur des ruines. Arthur, ayant du mal à traiter la situation, enlève l'armure et la couronne, ne laissant que le bonnet Atlante orange et vert, et se dirige vers la surface avec Mera qui le suit.
Bientôt, ils sont attaqués par les créatures de La Tranchée. Les créatures submergent Arthur et l'un d'eux lui mord la main, le faisant saigner. La Ligue de Justice arrive à temps pour vaincre les créatures. Orm entend de Black Manta que la tranchée n'a pas réussi à tuer Arthur. Orm et la Reine Atlanna se disputent parce qu'Orm veut commencer une guerre et révèle sa connaissance de Curry. La reine Atlanna lui révèle qu'elle sait qu'il a attaqué l'Atlantide. Avec ces nouvelles, Black Manta affronte la reine, mais est maîtrisé par son trident. Orm la poignarde par derrière, la tue et prend Atlantis comme nouveau roi.
Arthur, Mera, Superman, Wonder Woman, Green Lantern et Cyborg arrivent à Atlantis et apprennent la mort de la reine Atlanna. Le peuple atlante avait la fausse impression qu'un habitant de la surface l'avait tuée. Les héros sont ensuite vaincus par Orm, qui a pris le manteau de "Maître des Océans" et utilise le trident pour les neutraliser et les retenir dans des cosses semblables à des cocons. Même Superman saigne lorsqu'il est attaqué avec le trident. Le groupe est envoyé pour être consommé par la monstrueuse tranchée noire, tandis que le maître d'océan mène l'armée d'Atlantis à la surface.
Arthur détruit sa nacelle en puisant dans le pouvoir du trident et avec l'aide de Superman, ainsi que son contrôle télépathique sur les créatures marines, ils sauvent le reste et détruisent le monstre. Dans Metropolis, un raz de marée massif créé par le trident d'Ocean Master est utilisé pour dissimuler l'armée de celui-ci, qui atteint les rives et les attaque. L'armée est impuissante jusqu'à l'arrivée de la Ligue. Pendant le combat, Superman sauve John Henry Irons et Wonder Woman sauve Lois Lane et Jimmy Olsen. Arthur est attaqué par Black Manta, qui révèle qu'il a manipulé Ocean Master et projette de le renverser et de le tuer quand le moment sera venu et de prendre Atlantis pour lui-même. Alors que Black Manta révèle son plan, Arthur appelle un requin pour l'attaquer, entraînant Black Manta sous l'eau, le tuant dans le processus.
Mera et la Ligue attaquent Ocean Master, mais sont à nouveau vaincus à cause de la puissance de son Trident, alors que Mera est assommée, Shazam est transformé en sa forme normale de Billy Batson par l'énergie électrique mystique du Trident, Cyborg est empalé, gravement blessé , électrocuté et désactivé par Ocean Master. Wonder Woman réussit à le désarmer du Trident, bien qu'elle soit incapable et inconsciente par son énergie électrique quand elle le tient. Les deux Flash et Green Lantern sont assommés par Ocean Master et Superman est empalé dans la poitrine et gravement blessé par lui en raison de ses propriétés mystiques.
Arthur devient le dernier à affronter Ocean Master. Il prend le dessus pendant le combat, car Ocean Master ne peut pas utiliser la pleine puissance du trident sur Arthur étant donné son statut de royauté atlante. Malgré cela, Ocean Master bat Arthur avec la puissance du trident en l'utilisant pour créer une énorme puissance pour le neutraliser et l'assommer. Batman empêche Cyborg de mourir en l'électrocutant avec un appareil Taser, Cyborg révèle alors qu'il a une vidéo d'Ocean Master avouant avoir tué sa mère quand ils ont été capturés. Ocean Master tue presque Arthur, l'empalant et le blessant gravement avec son trident. Cyborg diffuse la confession d'Ocean Master sur Métropolis pour que les soldats d'Atlantis puissent la voir. Abasourdis par cette trahison, les soldats n'obéissent plus aux ordres d'Ocean Master et Arthur utilise la distraction pour le vaincre. Il convainc ensuite les soldats de se retirer et déclare son désir de rassembler l'Atlantide et le monde de la surface en paix.
Plus tard dans Atlantis, Arthur est couronné comme roi, avec la Ligue de Justice célébrant parmi le public. Batman suggère que, avec de nouvelles menaces apparaissant, ils ont besoin de solidifier l'équipe, et Cyborg révèle des plans pour une tour de guet. Arthur rejoint comme Aquaman (qui est un surnom que tout le monde sur Internet lui a donné et il déteste), et quitte bientôt avec intérêt maintenant Mera contre les créatures de La Tranchée en dehors de l'Atlantide.
Dans les post-crédits, Orm est incarcéré à Belle Reve, en criant aux gardes de le libérer. Il est approché par Lex Luthor, qui a une proposition à prendre en considération.

## Fiche technique
- Titre original : Justice League: Throne of Atlantis
- Titre français : La Ligue des justiciers : Le Trône de l'Atlantide
- Réalisation : Ethan Spaulding (en)
- Scénario : Heath Corson, d'après les comics de Geoff Johns, Ivan Reis et Paul Pelletier, et les personnages de DC Comics
- Musique : Frederik Wiedmann
- Direction artistique du doublage original : Andrea Romano
- Montage : Christopher D. Lozinski
- Animation : Moi Animation Studios
- Coproduction : Alan Burnett
- Production déléguée : Sam Register
- Production exécutive : Toshiyuki Hiruma et Amy McKenna
- Sociétés de production : Warner Bros. Animation et DC Entertainment
- Société de distribution : Warner Home Video
- Pays de production :  États-Unis
- Langue originale : anglais
- Genre : animation, super-héros
- Durée : 72 minutes
- Dates de sortie :
  - États-Unis : 27 janvier 2015
  - France : 20 mai 2015
- Classification : PG-13 (interdit -13 ans) aux États-Unis

 Sauf indication contraire, les informations mentionnées dans cette section peuvent être confirmées par la base de données cinématographiques IMDb,  présente dans la section « Liens externes ».

## Distribution

### Voix originales
- Matt Lanter : Aquaman / Arthur Curry
- Sean Astin : Shazam
- Rosario Dawson : Wonder Woman / Diana Prince
- Nathan Fillion : Green Lantern / Hal Jordan
- Christopher Gorham : Flash / Barry Allen
- Sumalee Montano : Mera
- Shemar Moore : Cyborg / Victor Stone
- Jerry O'Connell : Superman / Clark Kent
- Jason O'Mara : Batman / Bruce Wayne
- Sam Witwer : Orm
- Melique Berger : Sarah Charles
- Steven Blum : Lex Luthor
- Larry Cedar (en) : Thomas Curry
- Sirena Irwin : la reine Atlanna
- Juliet Landau : Lois Lane
- Harry Lennix : Black Manta / David
- George Newbern : Steve Trevor
- Khary Payton : John Henry Irons

### Voix françaises
- Tanguy Goasdoué : Aquaman / Arthur Curry
- Jérôme Pauwels : Shazam
- Delphine Braillon : Wonder Woman / Diana Prince
- Pierre Tessier : Green Lantern / Hal Jordan
- Christophe Lemoine : Flash / Barry Allen
- Céline Melloul : Mera
- Daniel Lobé : Cyborg / Victor Stone
- Emmanuel Jacomy : Superman / Clark Kent
- Adrien Antoine : Batman / Bruce Wayne
- Boris Rehlinger : Orm
- Carole Gioan : Sarah Charles, Cassie Sandsmark
- Michel Vigné : le narrateur, Lex Luthor, Thomas Curry, John Henry Irons
- Véronique Augereau : la reine Atlanna, Lois Lane
- Jean-François Vlérick : Black Manta / David, Steve Trevor
- Thierry Murzeau : le général Sam Lane
- Paolo Domingo : Arthur Curry enfant, Billy Batson
- Marc Perez : Dr Shin, armure de Cyborg
Version française
  - Société de doublage : Dubbing Brothers
  - Direction artistique : Céline Krief
  - Adaptation : Michel Berdah

 Source : voix originales et françaises sur Latourdesheros.com.

## Bande originale
Albums de Frederik Wiedmann
Le Fils de Batman
(2014) Batman vs. Robin
(2015)
La bande originale du film, composée par Frederik Wiedmann, est sortie le 27 janvier 2015 en digital et en CD dans une édition limitée à mille exemplaires. Contrairement à la version CD, la version digitale ne comprend pas les titres S.O.S. et Half-Atlantian.
| 1.          | Main Title                        | 0:40 |
| 2.          | S.O.S. (uniquement en CD)         | 2:26 |
| 3.          | Athens Affair                     | 1:16 |
| 4.          | Water                             | 1:12 |
| 5.          | Cyborg in the Deep                | 2:38 |
| 6.          | Scarecrow                         | 2:41 |
| 7.          | Cyborg Reveals                    | 3:36 |
| 8.          | One of Both Worlds                | 3:09 |
| 9.          | A Memory of the Past              | 2:04 |
| 10.         | No Mercy                          | 2:38 |
| 11.         | Half-Atlantian (uniquement en CD) | 1:39 |
| 12.         | Peace                             | 1:38 |
| 13.         | The Truth                         | 1:56 |
| 14.         | The Calling                       | 3:09 |
| 15.         | Royal Murder                      | 3:49 |
| 16.         | Reunited                          | 2:09 |
| 17.         | The Dark Trenches                 | 2:13 |
| 18.         | Metropolis                        | 2:50 |
| 19.         | Wave of Soldiers                  | 2:34 |
| 20.         | Justice League                    | 1:58 |
| 21.         | Few Against Many                  | 2:16 |
| 22.         | Brothers                          | 2:48 |
| 23.         | Becoming a Beacon                 | 2:24 |
| 24.         | Aquaman                           | 3:11 |
| 57 min 42 s |                                   |      |

## Accueil

### Accueil critique
La Ligue des justiciers : Le Trône de l'Atlantide a reçu plusieurs critiques mitigées. Scott Mendelson du magazine économique américain Forbes estime que le film retrace mal les origines d'Aquaman et qu'il pâlit en comparaison de l'épisode en deux parties de la série La Ligue des justiciers intitulé La Menace des abysses, qui présentait un tracé similaire à celui du film. Cependant, Mendelson fait l'éloge du choix de centrer l'attention sur Aquaman plutôt que sur une autre histoire centrée sur Batman, mais que l'ensemble du film faisait sentir qu'Aquaman était le personnage le moins intéressant dans son propre film.
Joshua Yehl du site web IGN donne au film une note de 6,5⁄10, déclarant que le film défaille dans sa seconde partie, offrant alors un film peu agréable sur Aquaman.
Brian Lowry du magazine Variety donne au film un avis relativement positif, indiquant que l'animation « reste un domaine où DC surclasse constamment Marvel » et que « les films comme Le Trône de l'Atlantide renforcent le sentiment que dans le match de l'animation, de toute façon, ils sont leader de la vague, pas derrière elle ».

### Ventes
Aux États-Unis, La Ligue des justiciers : Le Trône de l'Atlantide a rapporté 1 727 494 $ pour les ventes du DVD et 2 385 693 $ pour les ventes du Blu-ray, soit un total de 4 113 187 $.